# Pruga Valjevo—Loznica
Pruga Valjevo—Loznica je železnička pruga u izgradnji koja povezuje Valjevo i Loznicu. Osnovna ideja ovog projekta je spajanje centralne Srbije sa Bosnom i Hercegovinom i formiranje novog koridora paralelnog sa Koridorom 10 u cilju njegovog rasterećenja. Planirano je da kada bude izgrađena poveže pruge Ruma—Zvornik i dalje Zvornik—Tuzla sa prugom Beograd—Bar.

## Istorija
Ideja o povezivanju Valjeva sa Loznicom se javila u ranim danima železnice u Srbiji. Stanica Valjevo je tada bila „slepa“ stanica i ovom prugom bi bila spojena sa Loznicom i prugom Šabac — Banja Koviljača. Izgradnja je počela 1914. godine, uoči Prvog svetski rata, kada je francuskom investitoru dodeljena koncesija za izgradnju. Probijen je tunel ispod brda Brđani na ulazu u Valjevo, oko pet kilometara donjeg stroja pruge i stubovi za most preko reke Obnice. Zbog izbijanja Prvog svetskog rata pruga širine 760 mm nikad nije položena. Zatim je 1924. građen drum između ta dva mesta.
Novi pokušaj je usledio početkom 1941. godine. Usled izbijanja Drugog svetskog rata radovi su prekinuti veoma brzo.
Studija ekonomske opravdanosti i rentabilnosti pruge rađena je nekoliko puta. Sve analize su potvrdile osnovnu tezu dr Mirka Dokića i Instituta ekonomskih nauka iz Beograda, iz 1975. godine, da pruga Valjevo—Loznica ima jednu od najvećih stopa rentabiliteta u Evropi i da će se isplatiti za manje od deset godina. 
Pruga je ponovo trasirana i 1990. se pristupilo izgradnji moderne jednokolosečne elektricifirane pruge. Raspad Jugoslavije, rat i ekonomska kriza su ponovo zaustavili izgradnju. Radovi su poslednji put ponovo pokretani 1998/99. i posle bombardovanja Jugoslavije više nisu pokretani.

## Pruga
Pruga Valjevo—Loznica duga je 68,1 km, a do spoja sa prugom Šabac—Zvornik u stanici Lipnica (4,8 km severno od Loznice) 66,5 km. Na trasi ima 19 tunela ukupne duzne 9759 m, odnosno 15% pruge je u tunelima. Najduži tuneli su: 
- Popare (1991 m, delimično probijen)
- Trifković (1719 m, u potpunosti završen)
- Jovanja (1.600 m, delimično probijen).

Na trasi se nalazi 69 mostova, od kojih je 57 železnickih i 15 drumskih. Kompletno je završeno oko 300 metara pruge od stanice Valjevska Kamenica do ulaza u tunel Trifković. Veće stanice su:
- Valjevo
- Pričević
- Valjevska Kamenica
- Osečina
- Mojković (kod Bele Crkve)
- Draginac
- Lipnica
- Loznica

Pruga je projektovana za brzine vozova od 120 km/h i osovinsko opterećenje od 22,5 t. Proračunska vrednost radova bila je 250 miliona američkih dolara, a do sada je u projekat uloženo oko 50 miliona dolara. Put roba iz Bosne i Hercegovine ka Makedoniji i Bliskom istoku smanjuje za 190 km ,a za južnu i jugoistočnu Srbiju za 160 km, za Bar 170 km, Kraljevo 140, a za Stalać 60 km. Procene su da će se godišnje prevoziti oko četiri miliona tona robe i milion putnika.

## Spoljašnje veze
- saobraćajni institut CIP
- Zvanična prezentacija Valjeva - www.valjevo.org.rs